# Thierry Delettre
Thierry Delettre ist ein französischer Kostümbildner.

## Leben
Delettre arbeitet seit Anfang der 1990er Jahre beim französischen Film. Dabei kam er zunächst wiederholt unter der Leitung der Kostümbildnerin Edith Vesperini zum Einsatz, so etwa bei Maurice Pialats Künstlerbiografie Van Gogh (1991) und Étienne Chatiliez’ Filmkomödie Das Glück liegt in der Wiese (1995). Auch für die erfahrenen Kostümbildner Elisabeth Tavernier (Genealogien eines Verbrechens, Jet Lag – Oder wo die Liebe hinfliegt), Catherine Leterrier (Johanna von Orleans, Ein perfekter Platz) und Christian Gasc (Changing Times) trat er daraufhin assistierend in Erscheinung.
Daneben wurde er bereits ab 1994 als eigenständiger Kostümbildner bei französischen Fernsehproduktionen eingesetzt und schließlich, ab 1999, auch bei Kinofilmen wie Benoît Jacquots Nur kein Skandal! mit Fabrice Luchini und Isabelle Huppert in den Hauptrollen. Mit Richard Linklaters in Paris spielendem Liebesfilm Before Sunset (2004) gestaltete Delettre erstmals für eine US-Produktion das Kostümbild. Von 2010 bis 2017 entwarf er für die während des Zweiten Weltkriegs spielende Fernsehserie Un Village Français – Überleben unter deutscher Besatzung die Kostüme.
Nach einigen weiteren Fernseharbeiten folgte 2018 der Film Vorhang auf für Cyrano über die Entstehung von Edmond Rostands berühmtestem Theaterstück, der Delettre eine erste Nominierung für den César in der Kategorie Beste Kostüme einbrachte. Für das ebenfalls Ende des 19. Jahrhunderts spielende Filmdrama Eiffel in Love mit Romain Duris in der Titelrolle erhielt Delettre 2022 eine weitere César-Nominierung, auf die im Jahr 2024 für die beiden Dumas-Verfilmungen Die drei Musketiere – D’Artagnan und Die drei Musketiere – Milady eine dritte folgte. Im Jahr 2025 konnte er schließlich den César für die Dumas-Adaption Der Graf von Monte Christo gewinnen.

## Filmografie (Auswahl)
- 1994: Rêveuse jeunesse (TV-Film)
- 1994/1995: Maigret (TV-Reihe, zwei Folgen)
- 1998: Vertiges (TV-Reihe, eine Folge)
- 1999: Le Ciel, les oiseaux, … et ta mère!
- 1999: Nur kein Skandal! (Pas de scandale)
- 2002: The Race (Le Raid)
- 2003: Blutiges Erbe (Le Pharmacien de garde)
- 2004: Before Sunset
- 2004: Taxi nach Lappland (Capone) (TV-Film)
- 2004: Le Carton
- 2006: Im Herzen der Wüste (Aller simple) (TV-Film)
- 2009: Ghettogangz 2 – Ultimatum (Banlieue 13 – Ultimatum)
- 2009: Reporters (TV-Serie, fünf Folgen)
- 2010–2017: Un Village Français – Überleben unter deutscher Besatzung (Un village français) (TV-Serie, 56 Folgen)
- 2012: Ici-bas
- 2014: Die Suche (The Search)
- 2014: Ligne de mire (TV-Film)
- 2015: Sanctuaire (TV-Film)
- 2016: Le Choix de Cheyenne (TV-Film)
- 2016: Les Liens du cœur (TV-Film)
- 2018: Speakerine (Miniserie)
- 2018: Vorhang auf für Cyrano (Edmond)
- 2018: Eine zweite Chance auf Glück (Une vie après) (TV-Film)
- 2018: Der Palast des Postboten (L’Incroyable histoire du facteur Cheval)
- 2020: Romance (Miniserie)
- 2020: The Last Journey (Le Dernier voyage)
- 2021: Eiffel in Love (Eiffel)
- 2021: Flashback
- 2021: Germinal (Miniserie)
- 2023: Die drei Musketiere – D’Artagnan (Les Trois Mousquetaires: D’Artagnan)
- 2023: Die drei Musketiere – Milady (Les Trois Mousquetaires: Milady)
- 2024: Der Graf von Monte Christo (Le Comte de Monte Cristo)

## Auszeichnungen
- 2020: Nominierung für den César in der Kategorie Beste Kostüme für Vorhang auf für Cyrano
- 2022: Nominierung für den César in der Kategorie Beste Kostüme für Eiffel in Love
- 2024: Nominierung für den César in der Kategorie Beste Kostüme für Die drei Musketiere – D’Artagnan und Die drei Musketiere – Milady
- 2025: César in der Kategorie Beste Kostüme für Der Graf von Monte Christo